# Xanthorhoe fluctuata
Пяденица лесная обыкновенная, или пяденица пестроволнистая (лат. Xanthorhoe fluctuata) — бабочка из семейства пядениц.
Вид достаточно обычный и распространённый. Его ареал занимает огромную территорию от Ирландии до Японии. Населяет также Северную Африку и Ближний Восток.
Размах крыльев 27—31 мм. Крылья серовато-белые с тремя неправильными чёрными пятнами вдоль края переднего крыла, крупнейшая в середине. Иногда встречаются более тёмные (меланистические) формы.
Личинка серого или зелёного цвета с бледным, ромбовидным узором вдоль спины. Она, как правило, питается цветочными растениями семейства крестоцветные. Описан случай питания листьями настурции.